# Thirunagar
Thirunagar é uma panchayat (vila) no distrito de Madurai, no estado indiano de Tamil Nadu.

## Demografia
Segundo o censo de 2001,  Thirunagar  tinha uma população de 15,549 habitantes. Os indivíduos do sexo masculino constituem 49% da população e os do sexo feminino 51%. Thirunagar tem uma taxa de literacia de 87%, superior à média nacional de 59.5%: a literacia no sexo masculino é de 89% e no sexo feminino é de 85%. Em Thirunagar, 8% da população está abaixo dos 6 anos de idade.